# Ait Bourzouine
Ait Bourzouine (àrab آيت بورزوين) és una comuna rural de la província d'El Hajeb de la regió de Fes-Meknès. Segons el cens de 2014 tenia una població total de 8.289 persones.